# 愛知県道200号名古屋甚目寺線

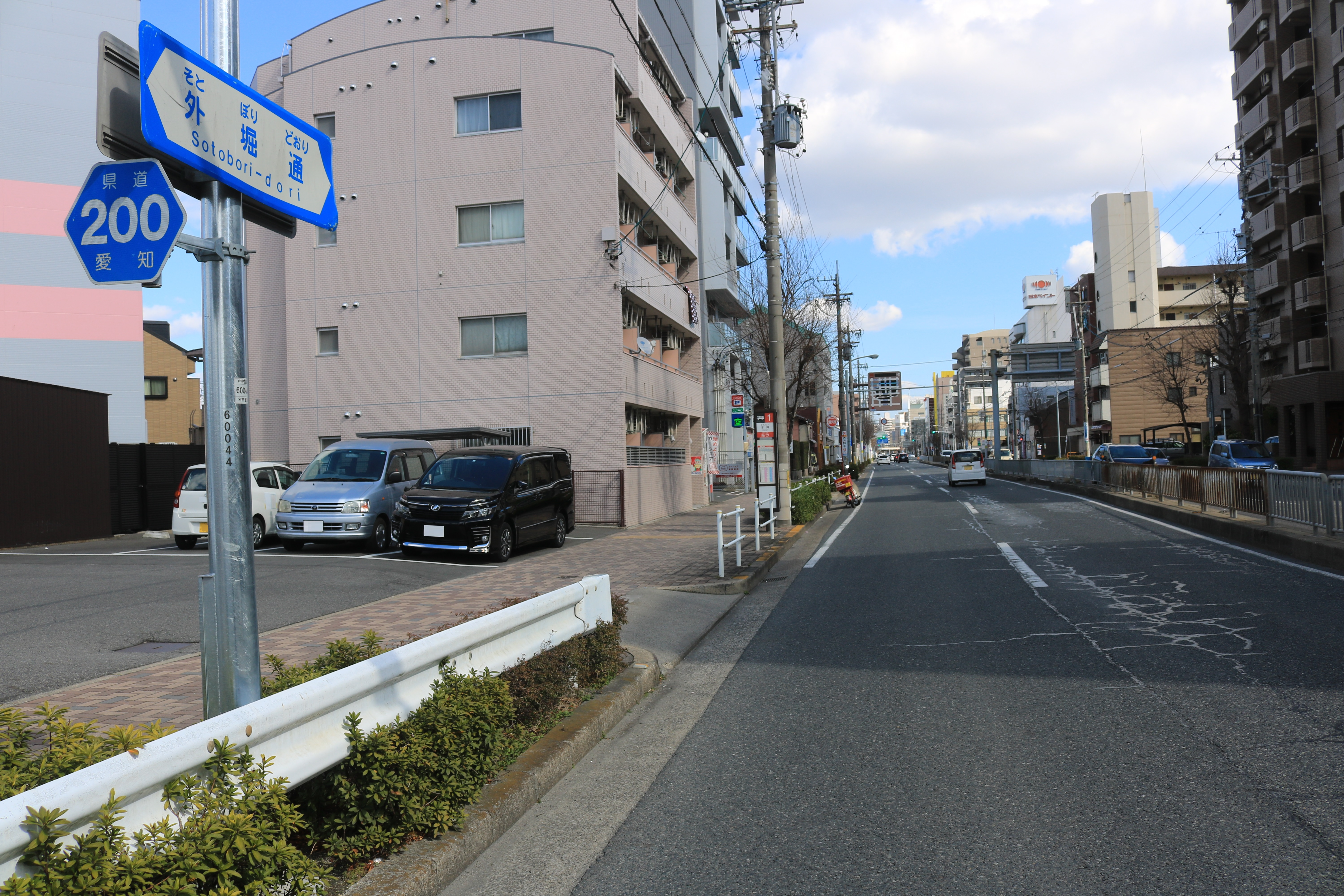
愛知県道200号名古屋甚目寺線（外堀通）、愛知県名古屋市中村区佐古前町にて

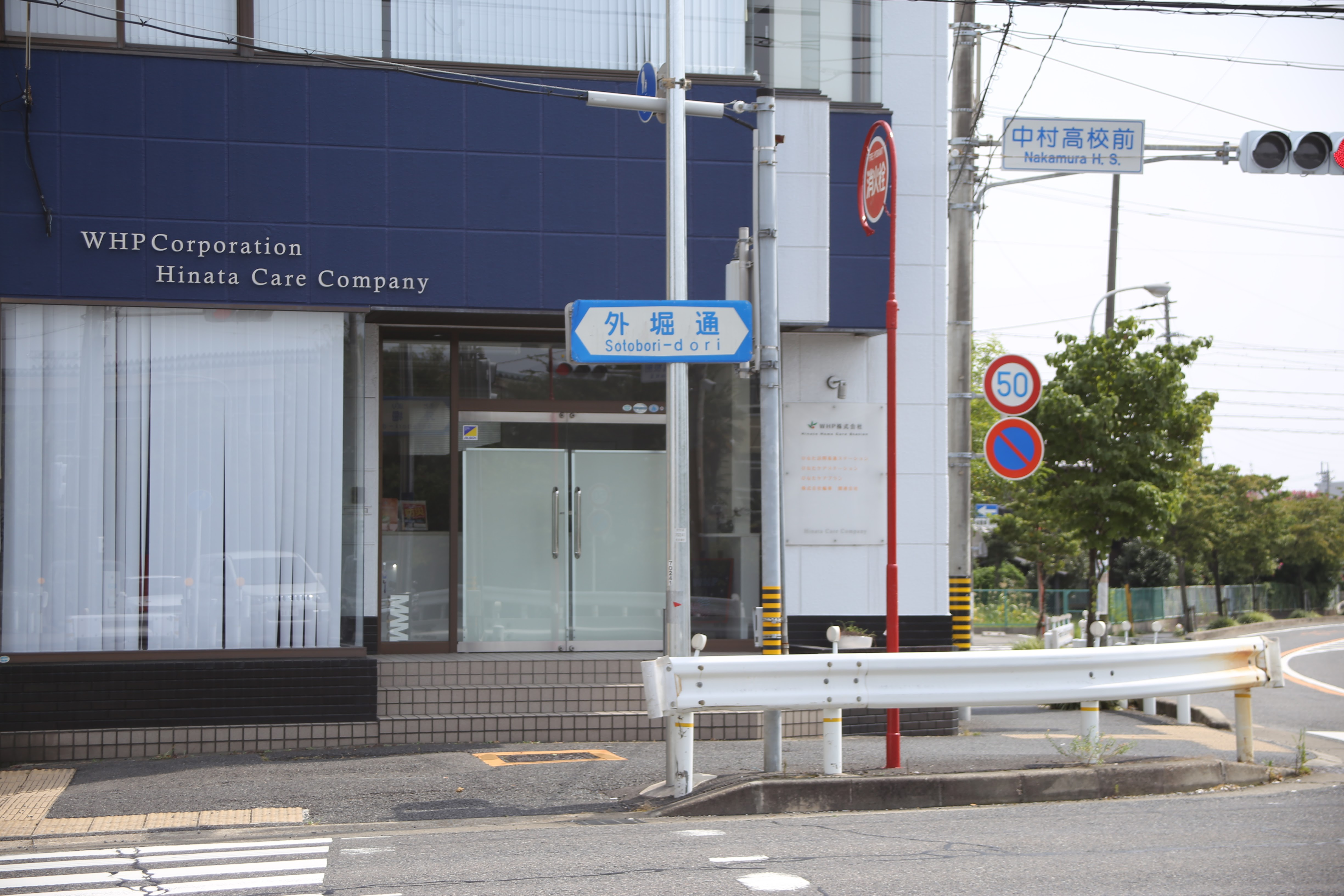
案内標識に外堀通と表記。愛知県名古屋市中村区の中村高校前交差点にて

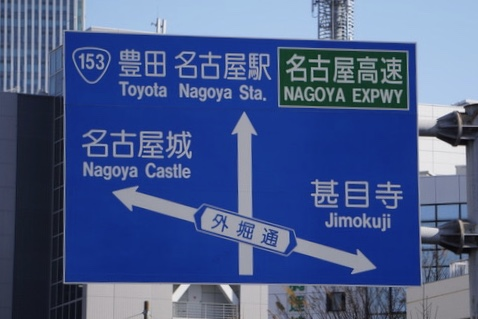
案内標識に外堀通と表記（愛知県名古屋市西区則武新町）

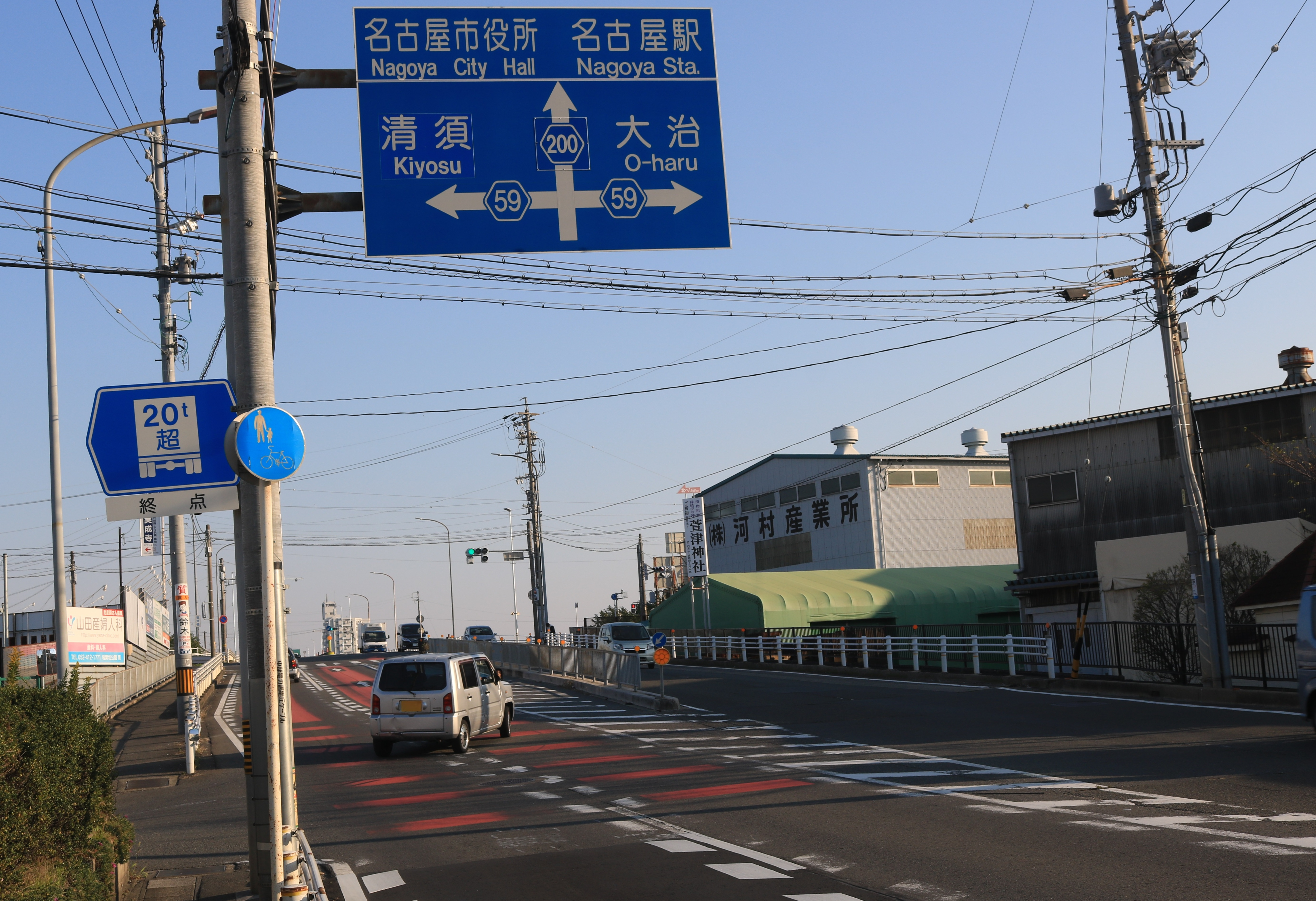
愛知県道79号あま愛西線（通称：甚目寺街道）の起点である愛知県道59号名古屋中環状線および愛知県道200号名古屋甚目寺線との萱津橋西交差点、あま市下萱津にて

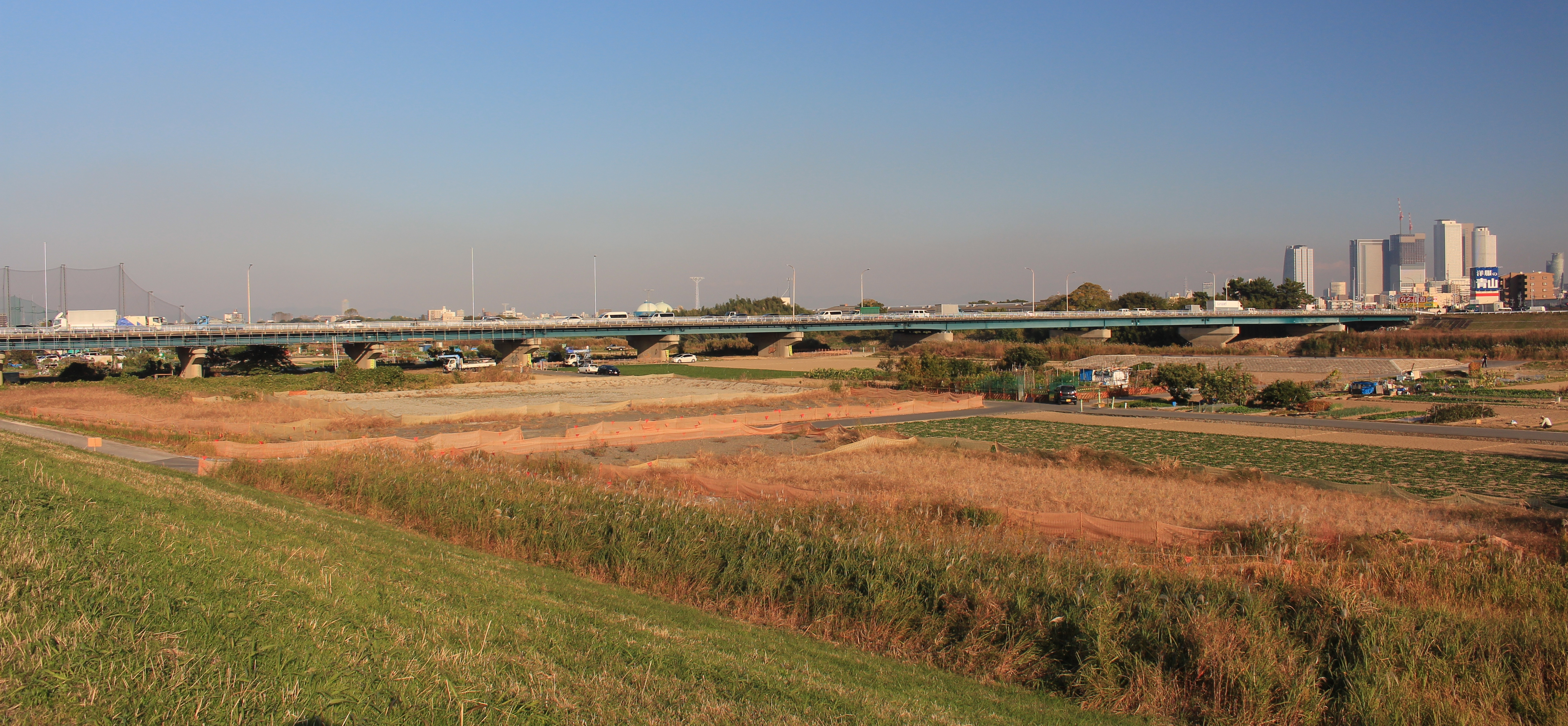
庄内川に架かる豊公橋

愛知県道200号名古屋甚目寺線（あいちけんどう200ごう なごやじもくじせん）は、愛知県名古屋市中区からあま市に至る一般県道である。

## 概要

### 路線データ
- 起点：愛知県名古屋市中区丸の内1丁目（新御園橋交差点）
- 終点：愛知県あま市甚目寺東大門（甚目寺観音）

## 沿革
- 1959年12月15日：認定

## 別名
- 外堀通（名古屋市中区、西区、中村区）
  - 名古屋市により公式に道路の愛称として制定されている[1]。
- 本陣通（名古屋市中村区）

## 地理

### 通過する自治体
- 愛知県
  - 名古屋市（中区 - 西区 - 中村区）
  - あま市

### 交差する道路
- 国道22号（伏見通）（新御園橋交差点）
- 名古屋市道江川線（明道町交差点）
- 名駅通（則武新町交差点）
- 名古屋市道名古屋環状線（本陣通2丁目交差点）
- 愛知県道190号名古屋一宮線（本陣通4丁目交差点）
- 愛知県道106号鳥ヶ地名古屋線（豊公橋東交差点）
- 愛知県道59号名古屋中環状線（萱津橋西交差点）
- 愛知県道79号あま愛西線（甚目寺街道）（萱津橋西交差点 - 下萱津交差点間で重複）
- 愛知県道124号西条清須線（あま市甚目寺郷中 - 甚目寺東大門で重複：西行き一方通行）

### 沿線
- 中日新聞社名古屋本社
- 名古屋市営地下鉄桜通線、鶴舞線 丸の内駅
- 愛知県図書館
- ノリタケの森
- 名古屋市営地下鉄東山線 亀島駅、本陣駅
- 中村公園
- 名古屋競輪場
- 愛知県立中村高等学校
- 庄内川（豊公橋）
- 新川（萱津橋）
- あま市立甚目寺南中学校
- 甚目寺観音